# 制作音效：电影声音的艺术
《制作音效：电影声音的艺术》（英語：Making Waves: The Art of Cinematic Sound）是2019年由米奇·科斯汀执导的美国纪录片，采访了一批电影人，探讨电影音效的故事。

## 受访者
- Walter Murch（英语：Walter Murch）
- Ben Burtt（英语：Ben Burtt）
- 加里·里德斯特罗姆
- 乔治·卢卡斯
- 斯蒂芬·斯皮尔伯格
- 勞勃·瑞福
- 芭芭拉·史翠珊
- 瑞安·库格勒
- 大卫·林奇
- 李安
- 蘇菲亞·柯波拉
- 彼得·威尔